# Asystasia varia
Asystasia varia là một loài thực vật có hoa trong họ Ô rô. Loài này được N.E.Br. mô tả khoa học đầu tiên năm 1892.